# Concarril

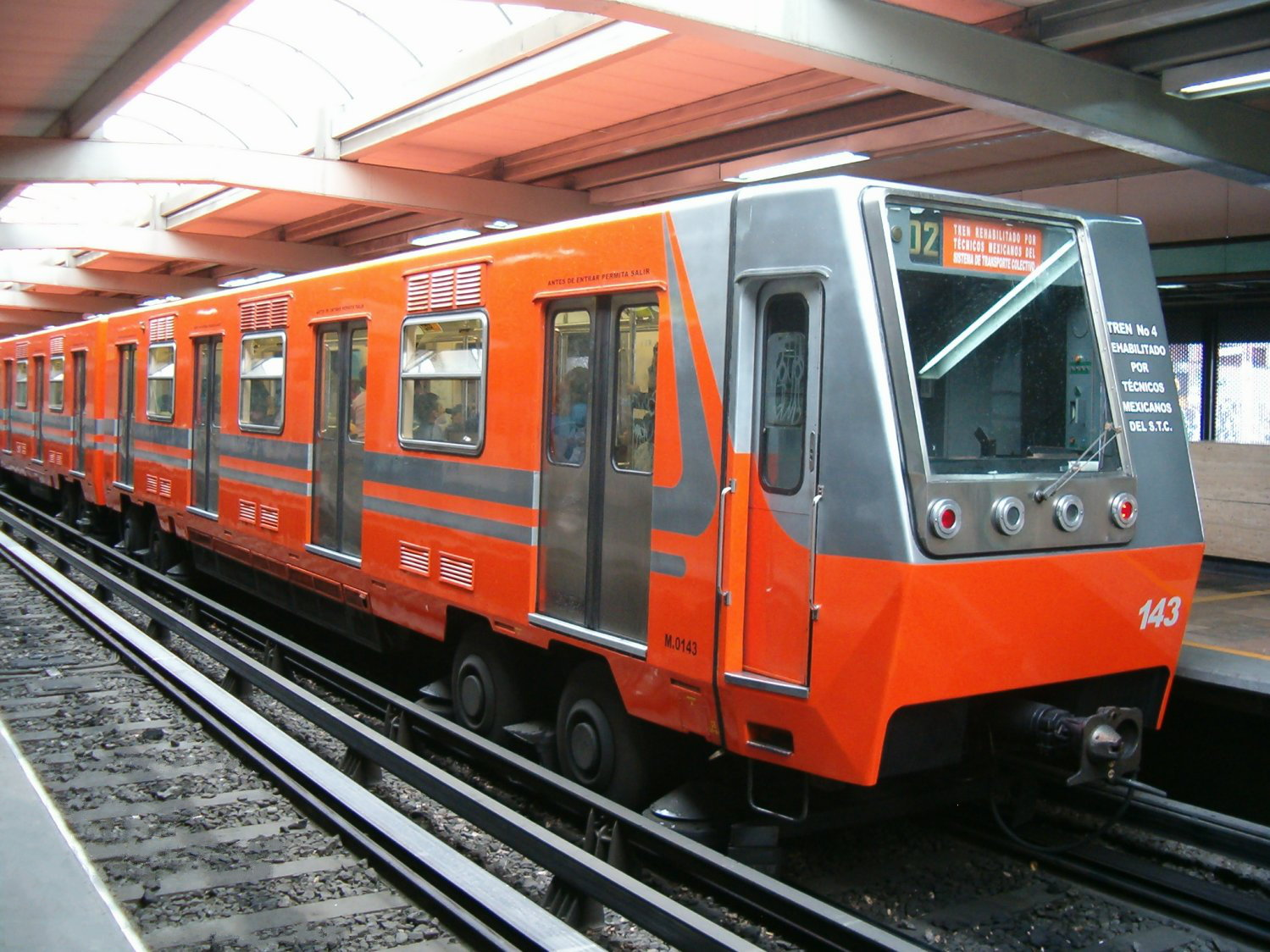
Rame de métro sur pneus du métro de Mexico de type NM-73, construit par Concarril.

Constructora Nacional de Carros de Ferrocarril S.A., connue sous le nom Concarril, ou moins communément sous le nom CNCF, était des années 1950 à 1991 un important fabricant de matériel roulant ferroviaire mexicain, situé à Ciudad Sahagún (es).
Concarril a fabriqué une grande variété de wagons de transport de voyageurs et de marchandises, ainsi que des locomotives. Fondée en 1952 (certaines sources disent 1954), la société était détenue par le gouvernement mexicain. 
Ayant accumulé trop de dettes, elle a cessé ses opérations en décembre 1991, et a été vendue à Bombardier, Inc. en avril 1992, environ 68 millions $ US. À cette époque, c'était le plus grand fabricant de matériel roulant ferroviaire au Mexique. 
La production a repris dans les usines de Ciudad Sahagún après la reprise de la société par Bombardier, actuellement Bombardier Transport.